# متیو بلین هورن
متیو بلین هورن (انگلیسی: Matthew Blinkhorn؛ زادهٔ ۲ مارس ۱۹۸۵) بازیکن فوتبال اهل بریتانیا است.
از باشگاه‌هایی که در آن بازی کرده‌است می‌توان به باشگاه فوتبال یورک سیتی، باشگاه فوتبال فایلد، باشگاه فوتبال لوتون تاون، باشگاه فوتبال مورکم، باشگاه فوتبال اسلایگو راورز، باشگاه فوتبال بری، باشگاه فوتبال هاید و باشگاه فوتبال بلکپول اشاره کرد.